# روبرت إي. بلاكبيرن
روبرت إي. بلاكبيرن (بالإنجليزية: Robert E. Blackburn)‏ هو قاضي ومحامي أمريكي، ولد في 12 أبريل 1950 في ليكوود في الولايات المتحدة.